# سيدريك والاس
سيدريك والاس (بالإنجليزية: Cedric Wallace)‏ هو عازف جاز أمريكي، ولد في 3 أغسطس 1909 في ميامي في الولايات المتحدة، وتوفي في 19 أغسطس 1985.

## وصلات خارجية
- سيدريك والاس على موقع ميوزك برينز (الإنجليزية)
- سيدريك والاس على موقع أول ميوزيك (الإنجليزية)
- سيدريك والاس على موقع ديسكوغز (الإنجليزية)